# Пушкино (Красноярский край)
Пу́шкино — деревня в Абанском районе Красноярского края России. Входит в состав Туровского сельсовета.

## История
Основана в 1900 году. По данным 1929 года в деревне имелось 51 хозяйство и проживало 277 человек (в основном — белоруссы). В административном отношении Пушкина входила в состав Залипьевского сельсовета Абанского района Канского округа Сибирского края.

## География
Деревня находится в восточной части Красноярского края, на правом берегу реки Почет (левый приток реки Бирюса), на расстоянии приблизительно 24 км (по прямой) к востоку-северо-востоку (ENE) от посёлка Абан, административного центра района. Абсолютная высота — 274 м над уровнем моря.

## Население
| 1926 | 1989 | 2002 | 2010 |
| ---- | ---- | ---- | ---- |
| 277  | ↘127 | ↘110 | ↘87  |

Гендерный состав
По данным Всероссийской переписи населения 2010 года, в деревне проживало 87 человек (42 мужчины и 45 женщин).
Национальный состав
Согласно результатам переписи 2002 года, в национальной структуре населения русские составляли 93 %.

## Улицы
Уличная сеть деревни состоит из одной улицы (ул. А. С. Пушкина).